# Apolônia de Alexandria
Apolônia de Alexandria (português brasileiro) ou Apolónia de Alexandria (português europeu) (m. 249) fez parte de um grupo de virgens mártires que padeceram em Alexandria, no Egito, durante um levante local contra o cristianismo antes da perseguição de Décio. De acordo com a lenda, durante sua tortura teve todos os seus dentes violentamente arrancados ou quebrados. Por esta razão, é popularmente considerada como a padroeira da Odontologia, dos dentistas e daqueles que sofrem de dor de dente ou outros problemas dentais .

## História
Historiadores cristãos têm afirmado que nos últimos anos do imperador Filipe, o Árabe (r. 244–249), durante as não bem documentadas festividades para comemorar o milênio da fundação de Roma (tradicionalmente teria ocorrido no ano de 753 a.C., o que nos dá a data aproximada do milênio como no ano de 248 d.C.), a fúria do povo de Alexandria se transformou em um ódio ainda maior, e embora um de seus poetas já profetizasse uma calamidade, mesmo assim, foram cometidos sangrentos abusos contra os cristãos, a quem as autoridades nada faziam para proteger.
Dionísio, bispo de Alexandria (247–265), relata o sofrimento de seus paroquianos em uma carta endereçada a Fábio, bispo de Antioquia, que teve grande parte de seu texto preservado no livro de Eusebio intitulado a História Eclesiástica (VI.41) . Após descrever como um homem e uma mulher cristãos chamados Metras e Quinta, foram capturados e mortos pela multidão, e como as casas de muitos outros cristãos foram saqueadas, Dionísio continua seu relato:
| “ | Naquele momento Apolônia, parthénos presbytis foi considerada por eles uma pessoa de alta estima. Então aqueles homens também a agarraram e com vários golpes quebraram todos os seus dentes. Eles então ergueram fora dos portões da cidade uma pilha de madeira e ameaçaram queimá-la viva se viesse a recusar-se a repetir diante deles palavras ímpias (como uma blasfémia contra Cristo, ou uma invocação a algum deus pagão). Deram-lhe, diante de um pedido seu, um minuto de liberdade, e ela então se jogou rapidamente no fogo, sendo queimada até a morte. | ” |
|   | — História Eclesiástica (VI.41), Eusébio de Cesareia. |   |

Esta breve narrativa era mais estendida e moralizada no livro "Lenda Dourada" de Jacopo de Varazze (c. 1260) .

## Suicídio
Apolônia e um grupo inteiro de jovens mártires não esperaram pela morte com a qual haviam sido ameaçadas, talvez para preservar sua castidade ou então porque viram-se confrontadas com a alternativa de renunciar sua fé ou serem assassinadas, voluntariamente abraçaram a morte que havia sido preparada para elas, uma atitude que perigosamente se aproxima do suicídio, segundo alguns. Agostinho de Hipona toca nesta questão sobre o suicídio no primeiro livro da De Civitate Dei (I:26) :
| “ | Mas, dizem eles, durante o tempo da perseguição certas mulheres santas jogavam-se às águas com a intenção de serem arrastadas pelas ondas e afogarem-se, e assim preservar sua castidade ameaçada. Apesar de elas abrirem mão de suas vidas conscientemente, mesmo assim receberam uma grande distinção como mártires da Igreja Católica e seus festejos são celebrados com grande cerimônia. Este é um tema sobre o qual eu não ouso emitir um julgamento esclarecedor. Pois eu sei, sem objeção, que a Igreja era divinamente autorizada através de revelações confiáveis a honrar desta forma a memória destes cristãos. Pode ser que seja este o caso. Mas pode também ser que não, que elas agiram desta maneira, não por um capricho humano mas sob o comando de Deus, não erroneamente, mas através da obediência, da mesma forma que supomos ocorreu com Sansão? Quando, entretanto, Deus dá um comando e o faz de forma clara, quem atribuiria a esta obediência o título de crime ou condenaria esta piedosa devoção e serviço de boa vontade? | ” |
|   | — De Civitate Dei (I:26), Agostinho de Hipona. |   |

A narrativa de Dionísio não sugere a menor reprovação quanto a esse ato de Santa Apolônia; aos seus olhos, ela era tão mártir quanto as outras, e como tal era reverenciada na Igreja de Alexandria. Com o tempo, sua festa também se tornou popular no Ocidente. Uma narrativa posterior duplicou erroneamente Apolônia, tornando-a uma virgem cristã de Roma no reinado de Juliano, o Apóstata, sofrendo o mesmo destino dentário.

## Veneração
A Igreja Católica Romana celebra Santa Apolônia no dia 9 de fevereiro, e ela é popularmente invocada contra a dor de dente devido ao suplício que sofreu. Costuma ser representada nas artes com uma torquês ou tenaz através da qual um dente é preso. Posteriormente no século XIV a ilustração de um manuscrito francês foi amplamente distribuída como um pôster que era considerado apropriado para gabinetes odontológicos nos Estados Unidos. Nele, o dente sagrado preso na tenaz brilha por si, como se fosse um bico de luz .
Santa Apolônia é uma das duas santas padroeiras da Catânia. Na Alemanha, Apolônia faz parte dos 14 Santos Auxiliares ("vierzehn heiligen" ou "Nothelfer"), escolhidos como os patronos da vida diária, sendo considerada a protetora contra a dor de dente .

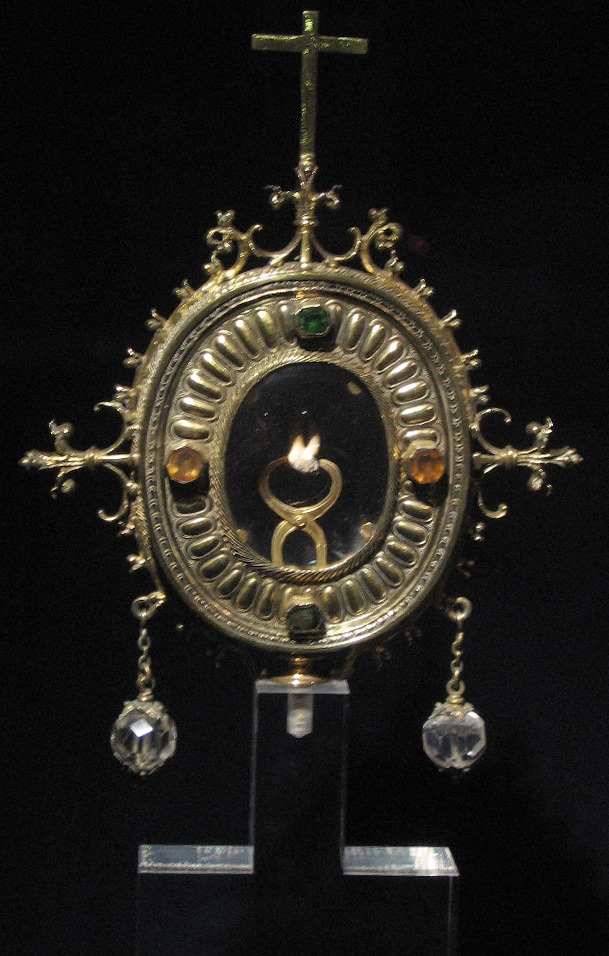
Relicário contendo um dente supostamente de Santa Apolônia, na Sé do Porto

William S. Walsh, em Curiosities of Popular Customs And of Rites, Ceremonies, Observances, and Miscellaneous Antiquities de 1897, notou que, apesar da maior parte de suas relíquias estarem preservadas na própria igreja de Santa Apolônia em Roma, sua cabeça está na Basílica de Santa Maria em Trastevere, seus braços na Basílica de São Lourenço Fora de Muros, partes de sua mandíbula na Catedral de São Basílio, e outras relíquias estão na igreja Jesuíta da Antuérpia, na igreja de Santo Agostinho em Bruxelas, na igreja Jesuíta em Mechelen, na igreja da Santa Cruz em Liège, no tesouro da Sé do Porto, na toponímia lisboeta bem como no próprio Convento de Santa Apolónia, e em muitas igrejas na cidade de Colônia. Essas relíquias consistem, muitas vezes, apenas de um dente ou pedaço de osso. Na Idade Média, objetos que se dizia serem seus dentes eram vendidos como curas para dor de dente .
Há uma estátua de Santa Apolônia na igreja de Locronan, França. A Ilha Maurícia foi originalmente chamada de Santa Apolônia em sua homenagem em 1507 pelos navegadores portugueses . Uma igreja paroquial em Eilendorf, um subúrbio de Aachen, Alemanha, recebeu o nome em homenagem a Santa Apolônia. 
Em algumas regiões da Itália, Santa Apolônia é referenciada como a fada do dente, coletando os dentes de leite caídos das crianças enquanto elas dormem e deixando um presente em troca .
Havia uma igreja dedicada a ela em Roma, próxima à Basílica de Santa Maria em Trastevere, mas ela não mais existe. Só o seu pequeno quarteirão, a Piazza Sant'Apollonia ou Praça de Santa Apolônia ainda permanece. Uma das principais estações de trem de Lisboa também recebe o nome desta santa.

### Devoção na Inglaterra
Na Inglaterra existem 52 imagens conhecidas de Santa Apolônia em várias igrejas que resistiram à destruição dos comissários do século XVI. Elas estão concentradas em Devon e Ânglia Oriental. A maioria destas imagens são painéis panorâmicos atrás da cruz ou vitrais, com apenas uma sendo principalmente de pedra (Stoke-in-Teignhead, Devon).
Por município, alguns dos lugares são:
- Cornualha: Poundstock
- Devon: Alphington, Ashton, Combe Martin, Catedral de Exeter (tapeçaria na capela de São Gabriel), Holne, Kenn, Kenton, Kingskerswell, Manaton, Payhembury, South Milton, Stoke-in-Teignhead, Torbryan, Ugborough, Whimple, Widecombe-in-the-moor, Wolborugh
- Lincolnshire: Long Sutton
- Norfolk: Barton Turf, Docking, Horsham St Faith, Ludham, Norwich (St. Stephen's), Norwich-over-the-water (igreja abandonada), Sandringham
- Suffolk: Norton, Somerleyton, Westhall

Sua imagem é o suporte lateral do brasão da Associação Odontológica Britânica .